# 費氏準鯨鯰
費氏準鯨鯰，為輻鰭魚綱鯰形目鯨形鯰科的其中一種，分布於南美洲Trombetas河流域，棲息在中底層水域，屬肉食性，生活習性不明。

## 擴展閱讀
維基物種上的相關：費氏準鯨鯰